# Lormont
Lormont település Franciaországban, Gironde megyében. Lakosainak száma 24 654 fő (2022. január 1.). Lormont Bassens, Artigues-près-Bordeaux, Bordeaux, Carbon-Blanc, Cenon, Sainte-Eulalie és Yvrac községekkel határos.

## Népesség
A település népességének változása:
| Lakosok száma | 10 774 | 20 910 | 21 591 | 20 944 | 20 770 | 22 131 | 23 538 | 23 181 | 22 913 | 24 654 |
|               | 1968   | 1982   | 1990   | 2006   | 2013   | 2015   | 2017   | 2019   | 2020   | 2022   |